# Marathon van Los Angeles 2003
De marathon van Los Angeles 2003 vond op 2 maart 2003 plaats in Los Angeles. Het was de achttiende editie van dit evenement. In totaal finishten er 16.788 lopers de wedstrijd, waarvan 6324 vrouwen. 
De wedstrijd bij de mannen eindigde in een overwinning voor de Keniaan Mark Yatich in 2:09.52. Hij had slechts twee seconden voorsprong op zijn landgenoot Stephen Ndungu. Benson Mbithi maakte het Keniaanse podium compleet met een finishtijd van 2:11.12. Bij de vrouwen werd de wedstrijd gewonnen door de Oekraïense Tatyana Pozdnyakova in 2:29.40.

## Wedstrijd
Mannen
| rang   | naam             | land | tijd    |
| ------ | ---------------- | ---- | ------- |
| Goud   | Mark Yatich      | KEN  | 2:09.52 |
| Zilver | Stephen Ndungu   | KEN  | 2:09.54 |
| Brons  | Benson Mbithi    | KEN  | 2:11.12 |
| 4      | Charles Seronei  | KEN  | 2:11.23 |
| 5      | Augustus Kavatu  | KEN  | 2:12.39 |
| 6      | Toshiya Katayama | JPN  | 2:13.11 |
| 7      | Julius Kimtai    | KEN  | 2:14.52 |
| 8      | Alfredo Reyes    | GUA  | 2:15.54 |
| 9      | Simon Wangai     | KEN  | 2:16.12 |
| 10     | Patrick Kaage    | KEN  | 2:19.22 |

Vrouwen
| rang   | naam                   | land | tijd    |
| ------ | ---------------------- | ---- | ------- |
| Goud   | Tatyana Pozdniakova    | UKR  | 2:29.40 |
| Zilver | Ljoudmila Kortchaguina | RUS  | 2:30.18 |
| Brons  | Živilė Balčiūnaitė     | LTU  | 2:33.22 |
| 4      | Aurica Buia            | ROU  | 2:34.15 |
| 5      | Irina Safarova         | RUS  | 2:34.23 |
| 6      | Jackline Torori        | KEN  | 2:35.38 |
| 7      | Lidia Vassilevskaia    | RUS  | 2:35.44 |
| 8      | Olga Kovpotinc         | RUS  | 2:37.46 |
| 9      | Mary Colburn           | USA  | 2:55.41 |
| 10     | Margarita Conde Malin  | GUA  | 3:00.02 |

1986 ·
1987 ·
1988 ·
1989 ·
1990 ·
1991 ·
1992 ·
1993 ·
1994 ·
1995 ·
1996 ·
1997 ·
1998 ·
1999 ·
2000 ·
2001 ·
2002 ·
2003 ·
2004 ·
2005 ·
2006 ·
2007 ·
2008 ·
2009 ·
2010 ·
2011 · 
2012 ·
2013 ·
2014 ·
2015 ·
2016 ·
2017